# ریشه همه شر؟
ریشهٔ همهٔ شر؟ یک مستند تلویزیونی است که توسط ریچارد داوکینز نوشته و ارائه شده‌است. در آن به این موضوع پرداخته می‌شود که جهان بدون مذهب یا بدون اعتقاد به خدا جای بهتری خواهد بود. این مستند متشکل از دو قسمت چهل و پنج دقیقه‌ای است.
داوکینز از عنوان مستند رضایت ندارد و گفته‌است که این مفهوم که چیزی می‌تواند ریشه هر شری باشد خنده‌آور است. کتاب توهم خدا ریچارد داوکینز که بعد از این مستند در سال ۲۰۰۶ منتشر شد به توضیح بیشتر نکات مورد اشاره در فیلم می‌پردازد.

## قسمت اول: توهم خدا

### لُردا
داوکینز به دیدن معبد لُردا واقع در جنوب فرانسه می‌رود. گفته شده‌است در آنجا مریم باکره (مادر عیسی مسیح) بر دختری ظاهر شده‌است و از آن پس اینجا به زیارتگاهی برای شفای بیماران در آمده‌است.
داوکینز از پدر لیام گریفین در مورد شفا یافتگانی می‌پرسد که سالانه به آنجا برای زیارت و شفا یافتن می‌روند. پدر گریفین پاسخ می‌دهد تا به حال ۶۶ نفر شفا یافته‌اند و ۲۰۰۰ نفر هم شفا «غیرقابل توضیح» یافته‌اند. این تعداد شفا یافته، از میان جمعیتی است که به مدت یک قرن سالیانه ۸۰۰۰۰ نفر به آنجا برای شفا مراجعه کرده‌اند. البته پدر گریفین ادعا می‌کند میلیون‌ها نفر هم شفای روحی یافته‌اند. داوکینز به این موضوع با شک می‌نگرد و ادامه می‌دهد «کسی تا به حال ترمیم معجزه آسای پایی آسیب دیده را هم گزارش نکرده‌است و شفاهاً شامل آن دسته می‌شوند که بدون نیاز مداخله الهی هم قابل معالجه بوده‌اند».

### اورشلیم
داوکینز از اورشلیم بازدید می‌کند، جایی که از آن به جهانی کوچک از هر مشکلی که در مورد مذهب وجود دارد یاد می‌کند.
او به دو طرف ماجرای جدایی مذاهب گوش می‌دهد؛ اول ایسرائیل مداد به عنوان نماینده یهودی‌ها و سپس با شیخ عکرمه سعید صبری. هر دو طرف آشتی ناپذیر به نظر می‌رسند. داوکینز برای اینکه کسی را بیابد که هر دو سوی را درک کند، سراغ یوسف الخطاب که قبلاً جوزف کوهن نام داشته و یک یهودی متولد آمریکاست می‌رود. او، یک یهودی به اسرائیل مهاجرت کرده و سپس به اسلام روی آورده‌است. پس از یک سلام گرم به داوکینز، نظرش را در مورد تنزل ارزش‌های غربی بیان می‌دارد.
الخطاب دو دغدغه دارد. اول می‌خواهد که همه غیر مسلمانان از سرزمین محمد خارج شوند و دوم اینکه او در مورد پوشش زنها نگرانی دارد. وقتی در مورد رویداد ۱۱ سپتامبر از او پرسیده می‌شود او ایجاد سرزمین اسرائیل را مقصر می‌داند. او همچنین از انگلیس انتقاد می‌کند «نیروهای تان را از سرزمین ما خارج کنید، خودتان را درست کنید، جامعه‌تان را درست کنید، زن هایتان را درست کنید».

### قوری راسل
داوکینز قسمت اول مستند را با تمثیل قوری سماوی برتراند راسل به پایان می‌رساند.